# Маресева, Зинаида Ивановна

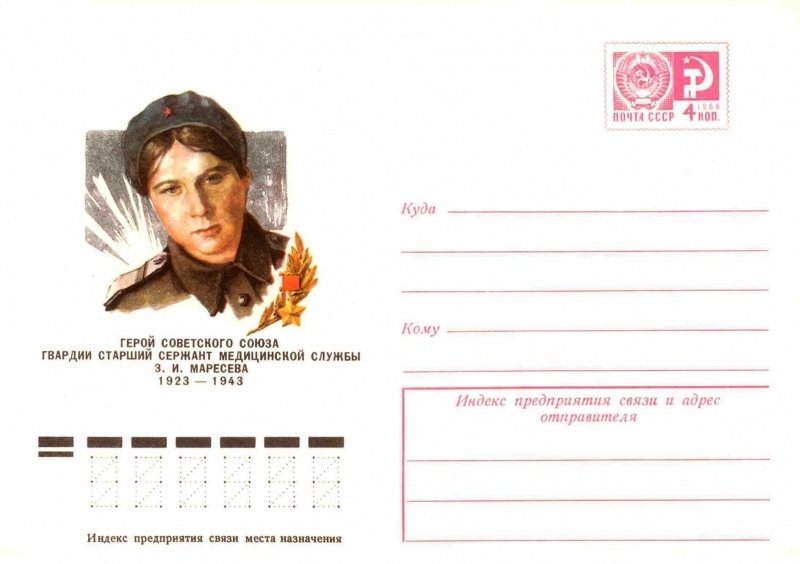

Зинаида Ивановна Маресева (20 июня 1923 — 6 августа 1943) — участник Великой Отечественной войны, Герой Советского Союза, гвардии старший сержант медицинской службы, санинструктор санитарного взвода 1-го батальона 214-го гвардейского стрелкового полка 73-й гвардейской стрелковой дивизии.

## Биография
Родилась в селе Черкасское ныне Вольского района Саратовской области. Русская. Окончила семилетнюю школу. Работала на Вольском цементном заводе «Большевик».
В начале Великой Отечественной войны окончила краткосрочные курсы медицинских сестёр и в конце ноября 1942 года добровольно ушла на фронт. Сражалась в составе войск Сталинградского, Воронежского и Степного фронтов.
Первого августа 1943 года 214-й гвардейский полк получил приказ форсировать Северский Донец южнее Белгорода. Здесь, между сёлами Соломино и Топлинка, противник сосредоточил части двух пехотных дивизий и большое количество артиллерии.
Гитлеровцы занимали оборону на высотах правого берега, господствующих над окружающей местностью. Подступы к реке находились под прицельным артиллерийским и миномётным огнём. Правый берег был густо заминирован. Однако гвардейцы в первый же день форсировали Северский Донец и после ожесточённого боя заняли небольшой плацдарм на правом берегу. Переправа через реку и клочок земли на правобережье, занятый советскими воинами, находились под непрерывным огнём противника. На головы гвардейцев сыпались тысячи снарядов, сотни бомб. Но полк продолжал наступление.
Санинструктор Зинаида Маресева в этих трудных условиях своевременно оказывала помощь раненым. Пренебрегая опасностью, она всё время находилась на линии огня, ползком пробиралась к тяжело раненным, делала перевязки, выносила их в укрытия. А с наступлением темноты, когда на переднем крае затихала ружейно-пулемётная перестрелка, она переправляла раненых на левый берег реки.
На следующий день контратаки противника на участке 1-го батальона были особенно сильными и настойчивыми, но все они были отбиты с большими для него потерями. К исходу дня враг предпринял восьмую контратаку. При поддержке сильного огня артиллерии гитлеровцам удалось обойти левый фланг батальона. Оборонявшаяся здесь группа бойцов после продолжительного неравного боя стала отходить к реке. Это заметила Зинаида Маресева. В её голове пронеслась тревожная мысль о судьбе раненых, которые в ожидании эвакуации на левый берег реки были укрыты в траншеях и блиндажах. С пистолетом в руке Зина побежала навстречу отступавшим бойцам и с возгласами: «Ни шагу назад!», «Вперёд, за мной!» — заставила их остановиться, а затем последовать за ней в атаку.
Положение на угрожаемом участке было восстановлено. В жаркой схватке, которой руководила Зинаида Маресева, было уничтожено более 150 гитлеровцев, захвачено 8 пулемётов, 2 миномёта и 20 гранатомётов. После того как контратака была отбита, продолжала перевязывать раненых и выносить их с поля боя.
К исходу 2 августа сапёрами через реку был построен пешеходный мост. По этому мостику под огнём противника всю ночь переправляла на левый берег Северского Донца раненых солдат и офицеров. К утру мостик был разбит артиллерией противника. Продолжала переправлять раненых на лодке. В одном из рейсов осколком разорвавшейся мины была смертельно ранена и 6 августа 1943 года скончалась в госпитале.
За двое суток вместе с санитаром А. Е. Бузыкановым вынесла с поля боя 64 раненых, 52 из них, с личным оружием, эвакуировала через реку.
Указом Президиума Верховного Совета СССР «О присвоении звания Героя Советского Союза генералам, офицерскому, сержантскому и рядовому составу Красной Армии» от 22 февраля 1944 года за «образцовое выполнение боевых заданий командования при форсировании реки Днепр, развитие боевых успехов на правом берегу реки и проявленные при этом отвагу и геройство» удостоена посмертно звания Героя Советского Союза
. 
Была похоронена в селе Пятницкое Белгородской области.

## Память
- Памятник на могиле Зинаиды Ивановны в посёлке Пятницкое Белгородской области установлен в 1953 году .
- Памятник в селе Соломино, недалеко от места сражения, установлен 3 ноября 2011 года на пригорке близ нового моста через Белгородское водохранилище.
- В честь Маресевой названы улицы в городе Волгограде, посёлке Пятницкое, селе Черкасское.
- Медицинское училище в городе Вольск Саратовской области с 1980 года носит имя Героя Советского Союза З. И. Маресевой[2] (современное название — ГАОУ СПО «Вольский медицинский колледж им. З. И. Маресевой»).
- В селе Черкасском средняя школа носит имя Героя Советского Союза З. И. Маресевой (современное название-Муниципальное общеобразовательное учреждение «Средняя общеобразовательная школа имени Героя Советского Союза З.И.Маресевой с. Черкасское Вольского района Саратовской области»)
- Мемориальная доска в память о Маресевой установлена Российским военно-историческим обществом на здании Черкасской средней школы, где она училась.
- Мемориальная доска в память о Маресевой установлена на доме где она проживала в г. Вольске по адресу ул.Льва Толстого 110

## Награды
- Герой Советского Союза (22.02.1944, посмертно);
- орден Ленина (22.02.1944, посмертно);
- орден Красной Звезды (12.09.1943);
- медаль «За боевые заслуги» (8.02.1943);
- медаль «За оборону Сталинграда» (1943).